# Skeleton na Zimowych Igrzyskach Olimpijskich 1948
Skeleton na Zimowych Igrzyskach Olimpijskich 1948 odbywał się w dniach 3-4 lutego. Uczestnicy walczyli o medale olimpijskie po raz drugi w historii. Skeleton wrócił do programu olimpijskiego po 20 latach przerwy.

## Wyniki
| Pozycja | Zawodnik                  | Narodowość      | 1 ślizg | 2 ślizg | 3 ślizg | 4 ślizg | 5 ślizg | 6 ślizg | Czas   | Strata |
| ------- | ------------------------- | --------------- | ------- | ------- | ------- | ------- | ------- | ------- | ------ | ------ |
|         | Nino Bibbia               | Włochy          | 0:48,8  | 0:47,6  | 0:47,6  | 0:59,5  | 1:00,2  | 1:00,3  | 5:23,2 | —      |
|         | John Heaton               | USA             | 0:48,1  | 0:47,4  | 0:47,7  | 1:00,0  | 1:00,2  | 1:01,2  | 5:24,6 | +1,4   |
|         | John Crammond             | Wielka Brytania | 0:47,4  | 0:47,7  | 0:47,9  | 1:00,9  | 1:00,9  | 1:00,3  | 5:25,1 | +1,9   |
| 4       | William Martin            | USA             | 0:47,8  | 0:49,2  | 0:48,2  | 1:00,7  | 1:01,6  | 1:00,5  | 5:28,0 | +4,8   |
| 5       | Gottfried Kägi            | Szwajcaria      | 0:48,9  | 0:48,8  | 0:48,7  | 1:00,8  | 1:01,6  | 1:01,1  | 5:29,9 | +6,7   |
| 6       | Richard Bott              | Wielka Brytania | 0:48,3  | 0:48,9  | 0:49,2  | 1:01,5  | 1:01,4  | 1:01,4  | 5:30,7 | +7,5   |
| 7       | James Coats               | Wielka Brytania | 0:48,8  | 0:48,7  | 0:49,0  | 1:02,3  | 1:01,7  | 1:01,4  | 5:31,9 | +8,7   |
| 8       | Fairchilds Maccarthy      | USA             | 0:48,8  | 0:48,3  | 0:49,4  | 1:03,6  | 1:02,7  | 1:02,7  | 5:35,5 | +12,3  |
| 9       | Thomas Clarke             | Wielka Brytania | 0:49,7  | 0:49,9  | 0:49,3  | 1:03,5  | 1:03,8  | 1:02,8  | 5:39,0 | +15,8  |
| 10      | C. William Johnson        | USA             | 0:47,7  | 0:48,4  | 0:48,0  | DNS     | DNS     | DNS     | —      | —      |
| 11      | Milo Bigler               | Szwajcaria      | 0:48,4  | 0:48,4  | 0:48,7  | DNS     | DNS     | DNS     | —      | —      |
| 12      | Dialma Balsegia           | Szwajcaria      | 0:49,2  | 0:49,0  | 0:48,6  | DNS     | DNS     | DNS     | —      | —      |
| 13      | William Gayraud-Hirigoyen | Francja         | 0:52,7  | 0:49,9  | 0:51,0  | DNS     | DNS     | DNS     | —      | —      |
|         | Christian Fischbacher     | Szwajcaria      | DNF     | DNF     | DNF     | DNS     | DNS     | DNS     | —      | —      |
|         | Hugo Kuranda              | Austria         | DNF     | DNF     | DNF     | DNS     | DNS     | DNS     | —      | —      |